# Chino XL
Chino XL, nom de scène de Derek Keith Barbosa, né le 8 avril 1974 dans le Bronx (New York) et mort le 28 juillet 2024, est un rappeur et acteur américain, afro-américain, d'origine portoricaine, connu pour sa technique et ses punchrimes. Au fil de sa carrière, il collabore à des projets importants de la scène hip-hop.
Chino se lance dans le rap en 1986, comme il l'explique dans son titre Don't Say A Word. Il compte quatre albums solo, dont le plus récent RICANstruction: The Black Rosary, est récompensé du prix HHUG Album of the Year en 2012. Il est le neveu de Bernie Worrell du groupe Parliament/Funkadelic, et également membre de la Mensa,.

## Biographie
Après avoir cofondé Art of Origin, le rappeur signe à seize ans avec le producteur de musique Rick Rubin du label American Recordings, autrefois partie intégrante de la famille Warner Bros. Records[source secondaire souhaitée]. Il publie son premier album Here to Save You All en avril 1996,, bien accueilli par la presse spécialisée[source secondaire souhaitée]. Le single principal Kreep est diffusée significativement par MTV[source secondaire souhaitée]. L'album atteint les classements musicaux, et Kreep atteint la 40e place des Hot Rap Songs[source secondaire souhaitée].
Le contrat de Chino XL avec American Recordings est arrêté lorsque le label change de distributeur pour Columbia en 1997. Warner Bros. Records signe ensuite Chino XL au printemps 1997. Son album suivant est prévu pour avril 1999, mais plusieurs reports de date empêchent sa sortie. Début 2001, l'album est sur le point d'être publié, et le single principal, Let Em' Live, en featuring avec Kool G. Rap, est en fabrication avant que Chino ne soit renvoyé par Warner. Cependant, l'album, I Told You So, est finalement publié la même année par le label Metro Records[source secondaire souhaitée].
Chino XL publie son troisième album, Poison Pen, en 2006 qui fait participer Proof de D12 et les Beatnuts. 
En 2007, Chino XL signe un contrat avec le label d'Universal Latino, Machete Music. 
En 2009, lors d'un entretien polémique avec Han O'Connor de Allhiphop.com, Chino XL annonce son cinquième album, The RICANstruction[source secondaire souhaitée]. L'album est publié par la joint venture CPR/Universal et fait participer Immortal Technique, Tech N9ne, Ras Kass, Crooked I et Bun B. Le 19 août, un titre intitulé N.I.C.E.', produit par Nick Wiz, est publié.
En 2012, Chino XL révèle son nouvel album sur le label d'Immortal Technique, Viper Records. L'album, intitulé RICANstruction: The Black Rosary, est publié le 25 septembre 2012 et remporte le prix HHUG Album of the Year de 2012. 
En 2014, il forme un supergroupe de hip-hop avec les rappeurs Vakill, Copywrite, Tame One et le producteur Stu Bangas, appelé Verse 48, et commencent à travailler sur un EP.
le 28 juillet 2024, il est retrouvé mort à son domicile. La famille de Chino XL a confirmé que le rappeur et acteur s'était suicidé.

## Discographie

### Albums studio
- 1996 : Here to Save You All
- 2001 : I Told You So
- 2006 : Poison Pen
- 2008 : Something Sacred (en collaboration avec Playalitical)
- 2012 : RICANstruction: The Black Rosary

### EPs
- 1996 : Here to Save You All in '96
- 1998 : Wake Up Show Exclusives!

### Mixtape
- 2006 : Warning